# Єдиноріг

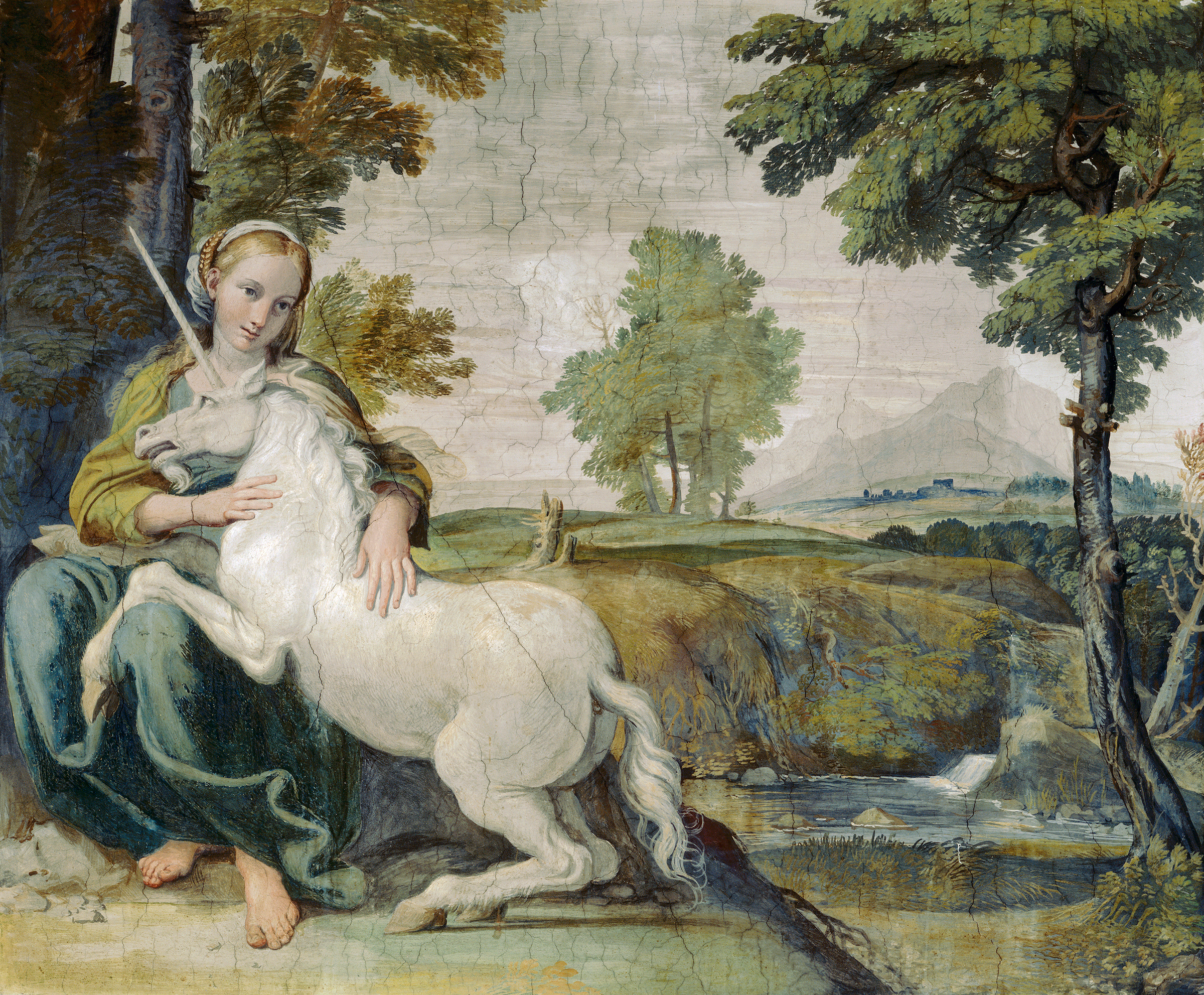
Шляхетна і задумлива діва здатна
приручити єдинорога, з фрески в Палаццо Фарнезе, Рим, можливо робота Доменікіно, 1602 рік

Єдинорі́г, однорі́г — міфічна істота, що символізує доброчесність. Зазвичай єдинорога уявляють у вигляді коня з рогом. Згідно з езотеричними вченнями, має біле тіло, червону голову та сині очі.
Перші зображення єдинорога зустрічаються приблизно у 4 ст. до н. е. на печатках із древніх міст долини Інду. Зустрічається в «Атхарваведі» та «Махабхараті». Грецька й римська традиції розглядали єдинорога як реальну тварину, його появу зв'язують із Африкою або Індією.
Зустрічається в традиціях багатьох народів.
За словами Карла Юнга, «Єдиноріг не є поодинокою сутністю, це — казкова істота з численними варіаціями: наприклад, існують однорогі коні, віслюки, риби, дракони, скарабеї тощо. Щиро кажучи, ми маємо справу з темою єдиного рогу (алікорн)»
На Сході єдиноріг зображався у вигляді кози, пізніше, на Заході — оленя, коня. Спочатку єдинорога вважали істотою чоловічої статі, пізніше — жіночої.

## Образ єдинорога в різних традиціях

### Вавилон
У Вавилоні єдинорога вважали крилатим. На амулеті-циліндрі, який датується приблизно 1800 роком до н. е., на протилежних поверхнях зображено двох єдинорогів, що символізують дві сторони Дерева Життя. У шумеро-семітській традиції єдиноріг — місячний символ, атрибут незайманих богинь.

### Китай
У давньокитайській міфології найбільш розповсюджену назву єдинорога (цілінь 麒麟) тлумачать як поєднання двох понять: «ці» 麒 представляє чоловічий аспект, Ян, що випромінює рушійну силу, енергію творення; «лінь» 麟 — жіночий принцип, Інь, який приймає енергію. Таким чином, цилінь є творчим імпульсом та його безкінечною експансією, а також єдність протилежностей чоловічого та жіночого (див. також фенікс-фенхуан).
Люди можуть побачити єдинорога лише у виняткових випадках. Його вважали вісником щастя, і його поява символізує прихід до влади гарного правителя або народження істинного монарха. Вважалося, що поява ціліня несла із собою умиротворення та процвітання природи, була знаком ідеального, мудрого і гуманного правління, а також знаком майбутнього народження мудреця. Появою циліня відзначено народження і смерть Конфуція.
Цілінь пов'язаний з деякими історичними моментами китайської традиції. Так, одного разу, 5 тисяч років тому, імператор Фусі сидів на березі поблизу гирла Жовтої ріки. Раптом з'явився цілінь, й брудні води річки посвітліли й набули кришталево чистого зеленого кольору. Цілінь зупинився перед імператором, три рази вдарив копитом об скелю та заговорив із ним голосом, що дзвенів, наче храмовий дзвін. Коли цілінь повернувся, щоб піти, імператор побачив, що його спина вкрита магічними знаками, які він спробував скопіювати. Таким чином було утворено вісім знаків «Книги змін».
Крім ціліня, китайська традиція також згадує інших міфічних тварин з єдиним рогом: сєчжи 獬豸 (Xiezhi), цзюедуань 角端 (тигр чи кабан, також лудуань 甪端 Luduan), цзін 麠 (олень), пао 麃 (лось).

### Тибет
У Тибеті єдиноріг зветься «се-ру». Це переважно газель чи лань, що живе на гірських вершинах. Єдиноріг — це міст між Небом та Землею, між світом світлих принципів і світом темної та щільної матерії. Він існує на межі двох світів — проявленого та непроявленого, між двох енергій. Єдиноріг є символом пробудженої свідомості, цілісності та внутрішнього спокою, він просвіщає, світить у темряві і подібно до ранішньої зірки, вказує шлях, надихаючи людей у пошуках мудрості. На фронтонах гімалайських монастирів незмінно зображують двох єдинорогів, які обертають Колесо Дхарми.

### Індія
В Індії єдиноріг представляє силу духовного багатства. Він є одночасно і руйнівником і творцем. Символ єдинорога зустрічається в «Атхарваведі» і в «Махабхараті» у міфі про потоп, під час якого Ману прив'язав корабель до рогу гігантської риби-єдинорога.

### Персія
У Персії єдиноріг уособлює запліднююче начало, силу та здатність очищати. У перському манускрипті XV ст. сказано: «Що стосується його рога, то він здається золотим, за його допомогою будуть знищені та розвіяні усіляке псування й мерзенність».

### Давньоєврейська традиція
У древньоєврейській традиції існує така легенда: коли Єгова попросив Адама дати імена усім тваринам, єдиноріг був першим, хто його отримав і, таким чином, його було зведено до найвищого рангу. Коли Адама і Єву було вигнано з Раю, Бог дав вибір єдинорогові: залишитися в Едемі чи вирушити з людьми. Єдиноріг обрав друге і назавжди отримав благословення на співчуття людям.

### Християнська традиція
У християнстві єдиний ріг єдинорога — це символ божественної єдності, духовної влади та шляхетності, у зв'язку з цим єдиноріг стає образом Христа. Той факт, що єдиноріг невеликий на зріст, вказує на аналогію приниженості Христа при його народженні; його білий колір символізує чистоту, те, що необхідно здобути, щоб іти шляхами синів Божих.

### Лицарська традиція
У лицарському символізмі єдиноріг асоціюється з чистотою почуттів. Він часто є символом відданого кохання лицаря до дами. Єдиноріг також уособлює відмову від фізичного кохання заради кохання чистішого та сильнішого. Це щось на зразок зачарування чистотою, оспіваною поетами, чудотворне очищення тілесного життя та сексуальної енергії, що додає лицареві сили та сміливості.

### Алхімія
Алхімічний єдиноріг утілює етап очищення, Біле Діяння. Він означає трансмутацію і духовну еволюцію. Його ріг символізує можливість проникнення Духа у Матерію.

## У геральдиці
Символ єдинорога в геральдиці починає з'являтися з 15 століття.
Зустрічається на гербах Шотландії, Канади, Великої Британії. Див. також Бонча.

## У сучасній українській культурі
Олена Степаненко присвятила єдинорогові один зі своїх віршів. Ще одну присвяту у циклі «Середньовічний звіринець» написав Юрій Андрухович, де описує лови цієї істоти. Про цей процес йдеться і у романі Юрія Винничука «Мальва Ланда». Аналізуючи твір Діана Коваленко говорить про широку варіативність символіки «однорога» в ньому. За словами дослідниці істота постає як вісник соборності, напередодні появи нового могутнього правителя; як сила, що підтримує рівновагу у Всесвіті; як тотемний звір. Підсумовуючи ці значення науковця зазначає: «абсолютно логічно, що на початку роману Бумблякевич стає «героєм» ловів на однорога, а в кінці – у паралельному житті свого «я» – очолює повстання однорогів проти князя Шруботяга».
Єдиноріг зустрічається на кількох картинах Олександра Антонюка як ілюстрація до битви цього міфічного коня з левом у творі Льюїса Керрола «Аліса в Задзеркаллі».
Одним із сюжетоутворючих елементів єдиноріг виступає в дитячій повісті Галини Пагутяк «Втеча звірів, або новий бестіарій».
У Маріанни Кіяновської є вінок сонетів «Діва і Єдиноріг: здогад одної смерті».
Деякі поети згадують у своїх творах про єдинорога лише як окремий образ, а саме:  Іван Лучук ,Роман Скиба,Василь Махно. У деяких віршах цей образ стає ключовим у художній цілісності твору, скажімо в поезії Юрія Бедрика .
У п'єсі Олеся Барліга «Демона викликаю, Тамаро!» єдинороги представлені мешканцями потойбічного світу до якого потрапляють душі тих, хто здійснив самогубство.

## У сучасній популярній культурі
- Невидимий рожевий єдиноріг

## У сучасних фінансах
Компанії називають «єдинорогами» (company unicorn), коли їх ринкова капіталізація перебільшує 1 мільярд доларів США. Переважно вживається до стартап компаній або тих, які швидко виросли.  